# Criolls de Barlavento
Criolls de Barlavento és el nom donat al conjunt de dialectes del Crioll capverdià, parlat en les illes de Barlavento. Comprèn els criolls de la Boa Vista, de Sal, de São Nicolau, de São Vicente i de Santo Antão.
Algunes característiques dels criolls de Sotavento:
- L'aspecte imperfectiu del passat és format col·locant la partícula del passat ~va lligada a l'actualitzador imperfectiu tâ: táva + V..
Obs: A São Nicolau, paral·lelament a la forma táva + V, també subsisteix la forma més antiga tá V+ba.
- El pronom personal per a segona persona del plural és b’sôt’.
- Les vocals àtones orals /i/ e /u/ desapareixen freqüentment. Ex.: c’mádr’ en comptes de cumádri «comadre», v’lúd’ en comptes de vilúdu «veludo», c’dí en comptes de cudí «responder», tch’gâ en comptes de tchigâ «chegar».
- Velarització del so /a/ tònic (oral o nasal) per a /ɔ/ en paraules acabades en /u/. Ex.: ólt’ en comptes de áltu «alto», cónd’ en comptes de cándu «quando», macóc’ en comptes de macácu «macaco». També en la conjugació pronominal: b’tó-b’ en comptes de botá-bu «atirar-te».